# Wyszogród (województwo świętokrzyskie)
Wyszogród – wieś w Polsce położona w województwie świętokrzyskim, w powiecie kazimierskim, w gminie Opatowiec.
| SIMC    | Nazwa           | Rodzaj    |
| ------- | --------------- | --------- |
| 0258158 | Gościniec       | część wsi |
| 0258164 | Górny Wyszogród | część wsi |

W latach 1975–1998 miejscowość należała administracyjnie do województwa kieleckiego. Nazwę miejscowości wymienił Jan Długosz, ale osada została założona już we wczesnym średniowieczu. Wieś należała do dóbr rogowskich. W 1827 miała 15 domów i 111 mieszkańców. Przy drodze na Urzuty stoi figura św. Michała Archanioła z 1768.

## Osoby związane z Wyszogrodem
- Andrzej Sobczyk – ur. 1948 w Wyszogrodzie, inżynier mechanik, profesor Politechniki Krakowskiej.